# Coupe CERS 2006-2007
Navigation
Édition précédente Édition suivante
Le tirage au sort de la Coupe CERS 2006/2007 a eu lieu le samedi 2 septembre 2006 à Saint-Omer, en marge du championnat d'Europe juniors de rink hockey 2006, tout comme le tirage de la Ligue Européenne des Champions 2006.
Le CP Vilanova () remporte cette édition en battant le Candelária SC ().

## Déroulement
Cette édition 2006-2007 se déroule en deux phases : un tour préliminaire et une phase finale.

Tous les tours se jouent en 2 confrontations (une à domicile, l'autre à l'extérieur). L'équipe qui a le plus gros score sur la somme des deux rencontres passe au tour suivant. En cas d'égalité à l'issue du match retour, deux prolongations de cinq minutes chacune seront jouées (But en Or). Si les équipes sont toujours à égalité après les prolongations, elles se départageront au cours d'une série de tirs au but (5 tirs, puis mort subite).
Le tour préliminaire comprend 6 équipes qui n'ont pas participé à la compétition la saison dernière.

Les trois équipes qui sortiront vainqueur de ces matchs joueront ensuite la phase Finale (1/8 Finale).
La phase finale regroupe les trois vainqueurs des matchs du tour préliminaire, neuf équipes directement qualifiées pour la coupe CERS, ainsi que les quatre meilleures équipes qui auront perdu le premier tour de la Ligue des Champions 2006-2007 et qui possèdent le meilleur classement (Ranking) européen.

## Tour préliminaire
Matchs aller : 4 novembre 2006

Matchs retour : 18 novembre 2006

Le match Uri-Candelária s'est joué le 5 novembre 2006.
| Équipe 1      | Score | Équipe 2        | Aller | Retour |
| ------------- | ----- | --------------- | ----- | ------ |
| Candelária SC | 14-2  | RHC Uri         | 8-2   | 6-0    |
| Pati Tenerife | 27-5  | Bury St-Edmunds | 18-5  | 9-0    |
| SK Herringen  | 9-11  | SA Mérignac     | 2-6   | 7-5    |

## Phase finale
|  | Huitièmes de finale                 | Huitièmes de finale                | Huitièmes de finale                |                 |    | Quarts de finale                   | Quarts de finale                   | Quarts de finale                   |  |  | Demi-finales                       | Demi-finales                       | Demi-finales                       |  |  | Finale                       | Finale                       | Finale                       |
|  |                                     |                                    |                                    |                 |    |                                    |                                    |                                    |  |  |                                    |                                    |                                    |  |  |                              |                              |                              |
|  | 2 décembre 2006 et 18 janvier 2006  | 2 décembre 2006 et 18 janvier 2006 | 2 décembre 2006 et 18 janvier 2006 |                 |    | 13 janvier 2007 et 27 janvier 2007 | 13 janvier 2007 et 27 janvier 2007 | 13 janvier 2007 et 27 janvier 2007 |  |  | 10 février 2007 et 24 février 2007 | 10 février 2007 et 24 février 2007 | 10 février 2007 et 24 février 2007 |  |  | 10 mars 2007 et 17 mars 2007 | 10 mars 2007 et 17 mars 2007 | 10 mars 2007 et 17 mars 2007 |
|  | 2 décembre 2006 et 18 janvier 2006  | 2 décembre 2006 et 18 janvier 2006 | 2 décembre 2006 et 18 janvier 2006 |                 |    | 13 janvier 2007 et 27 janvier 2007 | 13 janvier 2007 et 27 janvier 2007 | 13 janvier 2007 et 27 janvier 2007 |  |  | 10 février 2007 et 24 février 2007 | 10 février 2007 et 24 février 2007 | 10 février 2007 et 24 février 2007 |  |  | 10 mars 2007 et 17 mars 2007 | 10 mars 2007 et 17 mars 2007 | 10 mars 2007 et 17 mars 2007 |
|  | Igualada HC                         | 11                                 | 5                                  |                 |    | 13 janvier 2007 et 27 janvier 2007 | 13 janvier 2007 et 27 janvier 2007 | 13 janvier 2007 et 27 janvier 2007 |  |  | 10 février 2007 et 24 février 2007 | 10 février 2007 et 24 février 2007 | 10 février 2007 et 24 février 2007 |  |  | 10 mars 2007 et 17 mars 2007 | 10 mars 2007 et 17 mars 2007 | 10 mars 2007 et 17 mars 2007 |
|  | Igualada HC                         | 11                                 | 5                                  |                 |    | 13 janvier 2007 et 27 janvier 2007 | 13 janvier 2007 et 27 janvier 2007 | 13 janvier 2007 et 27 janvier 2007 |  |  | 10 février 2007 et 24 février 2007 | 10 février 2007 et 24 février 2007 | 10 février 2007 et 24 février 2007 |  |  | 10 mars 2007 et 17 mars 2007 | 10 mars 2007 et 17 mars 2007 | 10 mars 2007 et 17 mars 2007 |
|  | SCRA Saint-Omer                     | 1                                  | 2                                  |                 |    | 13 janvier 2007 et 27 janvier 2007 | 13 janvier 2007 et 27 janvier 2007 | 13 janvier 2007 et 27 janvier 2007 |  |  | 10 février 2007 et 24 février 2007 | 10 février 2007 et 24 février 2007 | 10 février 2007 et 24 février 2007 |  |  | 10 mars 2007 et 17 mars 2007 | 10 mars 2007 et 17 mars 2007 | 10 mars 2007 et 17 mars 2007 |
|  | SCRA Saint-Omer                     | 1                                  | 2                                  | Igualada HC     | 1  | 1                                  |                                    |                                    |  |  | 10 février 2007 et 24 février 2007 | 10 février 2007 et 24 février 2007 | 10 février 2007 et 24 février 2007 |  |  | 10 mars 2007 et 17 mars 2007 | 10 mars 2007 et 17 mars 2007 | 10 mars 2007 et 17 mars 2007 |
|  | 2 décembre 2006 et 21 décembre 2006 |                                    |                                    | Igualada HC     | 1  | 1                                  |                                    |                                    |  |  | 10 février 2007 et 24 février 2007 | 10 février 2007 et 24 février 2007 | 10 février 2007 et 24 février 2007 |  |  | 10 mars 2007 et 17 mars 2007 | 10 mars 2007 et 17 mars 2007 | 10 mars 2007 et 17 mars 2007 |
|  |                                     | Candelária SC                      | 3                                  | 1               |    |                                    |                                    |                                    |  |  | 10 février 2007 et 24 février 2007 | 10 février 2007 et 24 février 2007 | 10 février 2007 et 24 février 2007 |  |  | 10 mars 2007 et 17 mars 2007 | 10 mars 2007 et 17 mars 2007 | 10 mars 2007 et 17 mars 2007 |
|  | Candelária SC                       | Candelária SC                      | 3                                  | 1               | 11 | 7                                  |                                    |                                    |  |  | 10 février 2007 et 24 février 2007 | 10 février 2007 et 24 février 2007 | 10 février 2007 et 24 février 2007 |  |  | 10 mars 2007 et 17 mars 2007 | 10 mars 2007 et 17 mars 2007 | 10 mars 2007 et 17 mars 2007 |
|  | Candelária SC                       | 13 janvier 2007 et 27 janvier 2007 |                                    |                 | 11 | 7                                  |                                    |                                    |  |  | 10 février 2007 et 24 février 2007 | 10 février 2007 et 24 février 2007 | 10 février 2007 et 24 février 2007 |  |  | 10 mars 2007 et 17 mars 2007 | 10 mars 2007 et 17 mars 2007 | 10 mars 2007 et 17 mars 2007 |
|  | RHC Wimmis                          | 0                                  | 6                                  |                 |    |                                    |                                    |                                    |  |  | 10 février 2007 et 24 février 2007 | 10 février 2007 et 24 février 2007 | 10 février 2007 et 24 février 2007 |  |  | 10 mars 2007 et 17 mars 2007 | 10 mars 2007 et 17 mars 2007 | 10 mars 2007 et 17 mars 2007 |
|  | RHC Wimmis                          | 0                                  | 6                                  | Candelária SC   | 4  | 4                                  |                                    |                                    |  |  |                                    |                                    |                                    |  |  | 10 mars 2007 et 17 mars 2007 | 10 mars 2007 et 17 mars 2007 | 10 mars 2007 et 17 mars 2007 |
|  | 2 décembre 2006 et 16 décembre 2006 |                                    |                                    | Candelária SC   | 4  | 4                                  |                                    |                                    |  |  |                                    |                                    |                                    |  |  | 10 mars 2007 et 17 mars 2007 | 10 mars 2007 et 17 mars 2007 | 10 mars 2007 et 17 mars 2007 |
|  |                                     | H Novara                           | 2                                  | 3               |    |                                    |                                    |                                    |  |  |                                    |                                    |                                    |  |  | 10 mars 2007 et 17 mars 2007 | 10 mars 2007 et 17 mars 2007 | 10 mars 2007 et 17 mars 2007 |
|  | H Novara                            | H Novara                           | 2                                  | 3               | 4  | 3                                  |                                    |                                    |  |  |                                    |                                    |                                    |  |  | 10 mars 2007 et 17 mars 2007 | 10 mars 2007 et 17 mars 2007 | 10 mars 2007 et 17 mars 2007 |
|  | H Novara                            | 10 février 2007 et 24 février 2007 |                                    |                 | 4  | 3                                  |                                    |                                    |  |  |                                    |                                    |                                    |  |  | 10 mars 2007 et 17 mars 2007 | 10 mars 2007 et 17 mars 2007 | 10 mars 2007 et 17 mars 2007 |
|  | SC Thunerstern                      | 0                                  | 0                                  |                 |    |                                    |                                    |                                    |  |  |                                    |                                    |                                    |  |  | 10 mars 2007 et 17 mars 2007 | 10 mars 2007 et 17 mars 2007 | 10 mars 2007 et 17 mars 2007 |
|  | SC Thunerstern                      | 0                                  | 0                                  | H Novara        | 8  | 6                                  |                                    |                                    |  |  |                                    |                                    |                                    |  |  | 10 mars 2007 et 17 mars 2007 | 10 mars 2007 et 17 mars 2007 | 10 mars 2007 et 17 mars 2007 |
|  | 2 décembre 2006 et 21 décembre 2006 |                                    |                                    | H Novara        | 8  | 6                                  |                                    |                                    |  |  |                                    |                                    |                                    |  |  | 10 mars 2007 et 17 mars 2007 | 10 mars 2007 et 17 mars 2007 | 10 mars 2007 et 17 mars 2007 |
|  |                                     | LV La Roche sur Yon                | 2                                  | 4               |    |                                    |                                    |                                    |  |  |                                    |                                    |                                    |  |  | 10 mars 2007 et 17 mars 2007 | 10 mars 2007 et 17 mars 2007 | 10 mars 2007 et 17 mars 2007 |
|  | R Salerno                           | LV La Roche sur Yon                | 2                                  | 4               | 1  | 1                                  |                                    |                                    |  |  |                                    |                                    |                                    |  |  | 10 mars 2007 et 17 mars 2007 | 10 mars 2007 et 17 mars 2007 | 10 mars 2007 et 17 mars 2007 |
|  | R Salerno                           | 13 janvier 2007 et 27 janvier 2007 |                                    |                 | 1  | 1                                  |                                    |                                    |  |  |                                    |                                    |                                    |  |  | 10 mars 2007 et 17 mars 2007 | 10 mars 2007 et 17 mars 2007 | 10 mars 2007 et 17 mars 2007 |
|  | LV La Roche sur Yon                 | 1                                  | 2                                  |                 |    |                                    |                                    |                                    |  |  |                                    |                                    |                                    |  |  | 10 mars 2007 et 17 mars 2007 | 10 mars 2007 et 17 mars 2007 | 10 mars 2007 et 17 mars 2007 |
|  | LV La Roche sur Yon                 | 1                                  | 2                                  | Candelária SC   | 1  | 2                                  |                                    |                                    |  |  |                                    |                                    |                                    |  |  |                              |                              |                              |
|  | 2 décembre 2006 et 21 décembre 2006 |                                    |                                    | Candelária SC   | 1  | 2                                  |                                    |                                    |  |  |                                    |                                    |                                    |  |  |                              |                              |                              |
|  |                                     | CP Vilanova                        | 1                                  | 4               |    |                                    |                                    |                                    |  |  |                                    |                                    |                                    |  |  |                              |                              |                              |
|  | HC Quévert                          | CP Vilanova                        | 1                                  | 4               | 0  | 1                                  |                                    |                                    |  |  |                                    |                                    |                                    |  |  |                              |                              |                              |
|  | HC Quévert                          |                                    |                                    |                 | 0  | 1                                  |                                    |                                    |  |  |                                    |                                    |                                    |  |  |                              |                              |                              |
|  | AS Valdagno                         | 2                                  | 7                                  |                 |    |                                    |                                    |                                    |  |  |                                    |                                    |                                    |  |  |                              |                              |                              |
|  | AS Valdagno                         | 2                                  | 7                                  | AS Valdagno     | 3  | 1                                  |                                    |                                    |  |  |                                    |                                    |                                    |  |  |                              |                              |                              |
|  | 2 décembre 2006 et 16 décembre 2006 |                                    |                                    | AS Valdagno     | 3  | 1                                  |                                    |                                    |  |  |                                    |                                    |                                    |  |  |                              |                              |                              |
|  |                                     | CP Vilanova                        | 4                                  | 5               |    |                                    |                                    |                                    |  |  |                                    |                                    |                                    |  |  |                              |                              |                              |
|  | Pati Tenerife                       | CP Vilanova                        | 4                                  | 5               | 2  | 3                                  |                                    |                                    |  |  |                                    |                                    |                                    |  |  |                              |                              |                              |
|  | Pati Tenerife                       | 13 janvier 2007 et 27 janvier 2007 |                                    |                 | 2  | 3                                  |                                    |                                    |  |  |                                    |                                    |                                    |  |  |                              |                              |                              |
|  | CP Vilanova                         | 3                                  | 4                                  |                 |    |                                    |                                    |                                    |  |  |                                    |                                    |                                    |  |  |                              |                              |                              |
|  | CP Vilanova                         | 3                                  | 4                                  | CP Vilanova     | 4  | 3                                  |                                    |                                    |  |  |                                    |                                    |                                    |  |  |                              |                              |                              |
|  | 2 décembre 2006 et 21 décembre 2006 |                                    |                                    | CP Vilanova     | 4  | 3                                  |                                    |                                    |  |  |                                    |                                    |                                    |  |  |                              |                              |                              |
|  |                                     | SA Mérignac                        | 1                                  | 2               |    |                                    |                                    |                                    |  |  |                                    |                                    |                                    |  |  |                              |                              |                              |
|  | RSC Uttigen                         | SA Mérignac                        | 1                                  | 2               | 6  | 1                                  |                                    |                                    |  |  |                                    |                                    |                                    |  |  |                              |                              |                              |
|  | RSC Uttigen                         |                                    |                                    |                 | 6  | 1                                  |                                    |                                    |  |  |                                    |                                    |                                    |  |  |                              |                              |                              |
|  | SPRS Ploufragan                     | 5                                  | 8                                  |                 |    |                                    |                                    |                                    |  |  |                                    |                                    |                                    |  |  |                              |                              |                              |
|  | SPRS Ploufragan                     | 5                                  | 8                                  | SPRS Ploufragan | 5  | 4                                  |                                    |                                    |  |  |                                    |                                    |                                    |  |  |                              |                              |                              |
|  | 2 décembre 2006 et 21 décembre 2006 |                                    |                                    | SPRS Ploufragan | 5  | 4                                  |                                    |                                    |  |  |                                    |                                    |                                    |  |  |                              |                              |                              |
|  |                                     | SA Mérignac                        | 5                                  | 6               |    |                                    |                                    |                                    |  |  |                                    |                                    |                                    |  |  |                              |                              |                              |
|  | VFB Remscheid                       | SA Mérignac                        | 5                                  | 6               | 2  | 3                                  |                                    |                                    |  |  |                                    |                                    |                                    |  |  |                              |                              |                              |
|  | VFB Remscheid                       |                                    |                                    |                 | 2  | 3                                  |                                    |                                    |  |  |                                    |                                    |                                    |  |  |                              |                              |                              |
|  | SA Mérignac                         | 1                                  | 9                                  |                 |    |                                    |                                    |                                    |  |  |                                    |                                    |                                    |  |  |                              |                              |                              |
|  | SA Mérignac                         | 1                                  | 9                                  |                 |    |                                    |                                    |                                    |  |  |                                    |                                    |                                    |  |  |                              |                              |                              |